# Inmigración mexicana en Argentina
La inmigración mexicana en Argentina se refiere a un movimiento migratorio desde México hacia Argentina. La población mexicana en el país sudamericano se compone principalmente por empresarios y menonitas.

## Historia y características
La inmigración de mexicanos hacia Argentina es relativamente reciente, y corresponde mayormente a las últimas décadas del siglo XX y la primera década del siglo XXI. Los antecedentes de inmigrantes mexicanos en Argentina, después de su independencia de España, se refiere solo a la diplomacia del estado mexicano, la cual se estableció en la Ciudad de Buenos Aires, en 1891. Los migrantes mexicanos no pudieron desplazarse hacia el país sudamericano debido a la lejanía geográfica, ya que un viaje llevaba varios meses en alta mar y con estancias en muchos puertos de la región antes de llegar a la capital argentina.
Según el Instituto de los Mexicanos en el Exterior (IME), organismo dependiente del Gobierno de México que recolecta información sobre los nacionales que residen en el extranjero, la cantidad de habitantes en el país austral en 1017 era de 6139 personas (aunque según la representación, se estima que podrían llegar a ser más de 11.000 integrantes), ocupando el tercer puesto en comunidades mexicanas de Sudamérica y América Latina (después de Bolivia y Brasil), quinto en todo el continente americano, y noveno a nivel global.
Dentro de las colectividades de extranjeros en Argentina, México se posiciona 18.º entre las veinte más importantes según los censos nacionales de 1991, 2001, y 2010. 
De los 6139 inmigrantes, 49% son mujeres y 51% hombres, mientras que la edad promedio es de 30 años. Las principales regiones de proveniencia, a 2014, son el Distrito Federal, y los estados de Chihuahua, Durango, Jalisco, Veracruz, Puebla, México, Nuevo León, Tamaulipas, Aguascalientes,Oaxaca y Baja California. Un 41% son estudiantes, un 19% son profesionales, un 34% se encuentra en calidad de empleado en algún oficio, y un 6% es ama de casa. Entre unos 3500 a 4900 de los mexicanos registrados por el IME son menonitas.
En el periodo 2009-2017, se calcula que la población mexicana en Argentina tuvo un crecimiento sostenido de 225%, con un pico de 7.239 inmigrantes en 2014.

### Menonitas mexicanos en Argentina

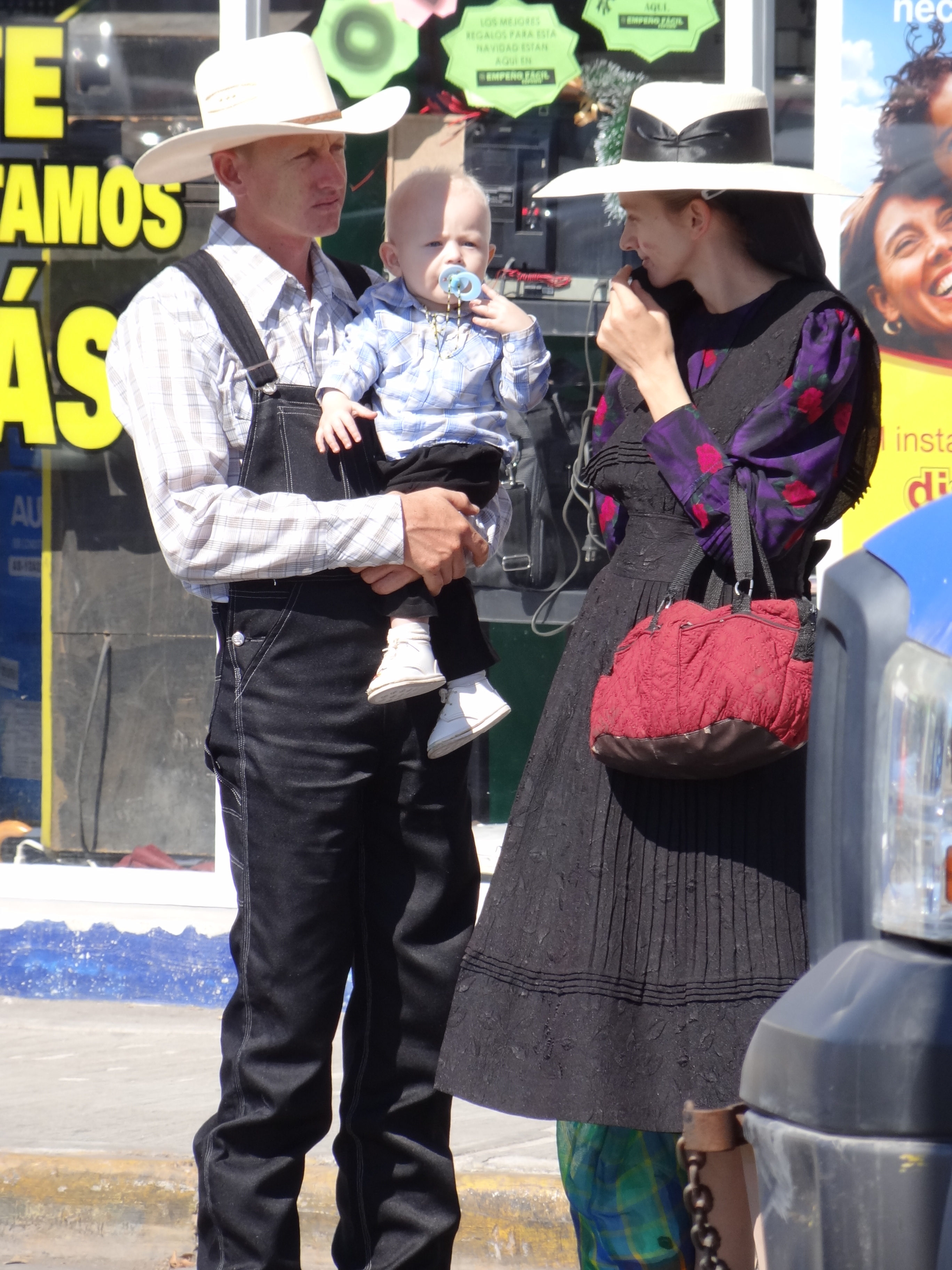
Algunas familias menonitas de México, decidieron emigrar a la Argentina en la última década de.

Los primeros mexicanos que llegaron a Argentina para establecerse de forma definitiva fueron los menonitas, mexicanos de ascendencia alemana que llegaron en la década de 1980. Un grupo de menonitas se instaló en Pampa de los Guanacos, Santiago del Estero. Los hombres se dedicaron en un inicio a la agricultura y las mujeres a tareas del hogar. Algunos menonitas que se establecieron previamente en Belice llegaron a la colonia en la misma provincia. Otra comunidad menonita se encuentra en Guatraché, La Pampa.
Entre los motivos de emigración de menonitas mexicanos hacia los países sudamericanos y hacia el sur de México, fueron la escasez de agua y los conflictos limítrofes con rancheros y agricultores duranguenses y chihuahuenses, lo que llevó a numerosos juicios por la tenencia de la tierra y la distribución de las aguas del subsuelo en el norte del país. Otros motivos fueron la formación de nuevas familias, enlazándose con menonitas de Paraguay y Bolivia, que posteriormente se desplazaron hacia Argentina después de haber realizado un contrato de administración de tierras con el gobierno nacional.
A pesar de que la comunidad menonita no se considera perteneciente a ninguna nación, debido a sus contantes desplazamientos por los países del mundo desde que salieron de Europa, los menonitas nacidos en México debieron reportar su identidad legal en los pasos migratorios aéreos o terrestres de Argentina con rumbo a su destino final, en la región pampeana.

## Nivel socioeconómico
Entre los residentes mexicanos en Argentina, se distinguen dos tipos: aquellos que residen en forma permanente, y otros que por diversas razones se establecen con carácter temporal. La población permanente está constituida por familias netamente mexicanas o por familias mexicano-argentinas, mayormente ubicándose, respecto a su nivel socioeconómico, entre la clase media y la media-alta.[cita requerida]

## Flujos migratorios
A lo largo de la década de 2010, al año 2019 se han instalado en Argentina, contabilizando tanto a las radicaciones temporales como permanentes, unos 10.751 inmigrantes mexicanos, con un pico de 1.692 en 2015. 
| 2010 | 625   |
| 2011 | 863   |
| 2012 | 901   |
| 2013 | 833   |
| 2014 | 1.372 |
| 2015 | 1.692 |
| 2016 | 1.442 |
| 2017 | 1.530 |
| 2018 | 1.493 |
| 2019 | 1.475 |

Fuente: Instituto Nacional de Estadísticas y Censos (INDEC) y Dirección Nacional de Migraciones (DNM).